# Good Lock
Good Lock是一款能讓三星Galaxy使用者自行調整和自定義裝置上使用者介面功能和外觀的軟體，由Good Lock Labs和三星共同開發，可於三星Galaxy Store上下載。
Good Lock最早於2016年4月發布。為了滿足用戶的需求，於2018年開放給更新至Android Oreo的Galaxy S7、S8、S9以及Note8、Note9等裝置系列，Good Lock至此開始持續開發更新，一些插件的功能甚至最後會納入標準功能。

## 插件
Good Lock有許多不同的插件供使用者自行下載，可分為功能性和裝飾性兩大類，部份插件和其中的功能需要特定的裝置才能使用。

### 功能性
- Camera Assistant
- Display Assistant
- Edge Touch
- Game Booster+
- MultiStar
- Nice Catch
- NotiStar
- One Hand Operation+
- RegiStar
- Routines+
- Sound Assistant

### 裝飾性
- ClockFace
- Edge Lighting+
- Home Up
- Keys Cafe
- LockStar
- NavStar
- Nice Shot
- Pentastic
- QuickStar
- Theme Park
- Wonderland